# Comedy Central Roast
Comedy Central Roast ist eine von Comedy Central produzierte Reihe von Roasts, die erstmals im Jahre 2003 aufgezeichnet wurde.

## Format
Die Zuschauer werden von einem Roastmaster durch die Show geführt.
Ein Prominenter nimmt auf einem Stuhl auf der Bühne platz, während der Reihe nach verschiedene andere Prominente an ein Rednerpult treten und Spottreden auf den Roastee halten. Seth MacFarlane moderierte die Veranstaltung bereits dreimal und ist somit Rekordhalter in dieser Hinsicht.
Einige Roastees haben erklärt, dass bestimmte Themen für sie tabu sind. Pamela Anderson zum Beispiel verbot Witze über ihre Hepatitis-C-Infektion. Joan Rivers bat darum, dass keine Witze über ihre Tochter gemacht werden. Andere wie David Hasselhoff und Charlie Sheen setzten bei ihren Roasts keine Limits. Sheen ließ allerdings vor der Ausstrahlung einen Witz über seine Mutter entfernen.

## Roasts
| Nr. | Roastee             | Roastmaster                                  | Erstausstrahlung USA | Erstausstrahlung D |
| --- | ------------------- | -------------------------------------------- | -------------------- | ------------------ |
| 1   | Denis Leary         | Jeff Garlin                                  | 10.08.2003           |                    |
| 2   | Jeff Foxworthy      | Bill Engvall, Ron White, Larry the Cable Guy | 20.03.2005           |                    |
| 3   | Pamela Anderson     | Jimmy Kimmel                                 | 14.08.2005           | 13.04.2007         |
| 4   | William Shatner     | Jason Alexander                              | 20.08.2006           | 09.05.2009         |
| 5   | Flavor Flav         | Katt Williams                                | 12.08.2007           |                    |
| 6   | Bob Saget           | John Stamos                                  | 16.08.2008           | 03.05.2013         |
| 7   | Larry the Cable Guy | Lisa Lampanelli                              | 16.03.2009           |                    |
| 8   | Joan Rivers         | Kathy Griffin                                | 09.08.2009           |                    |
| 9   | David Hasselhoff    | Seth MacFarlane                              | 15.08.2010           | 30.09.2010         |
| 10  | Donald Trump        | Seth MacFarlane                              | 15.03.2011           | 22.07.2016         |
| 11  | Charlie Sheen       | Seth MacFarlane                              | 19.09.2011           | 22.10.2011         |
| 12  | Roseanne Barr       | Jane Lynch                                   | 12.08.2012           | 20.08.2012         |
| 13  | James Franco        | Seth Rogen                                   | 02.09.2013           | 08.09.2013         |
| 14  | Justin Bieber       | Kevin Hart                                   | 30.03.2015           | 01.04.2015         |
| 15  | Rob Lowe            | David Spade                                  | 05.09.2016           | 06.09.2016         |
| 16  | Bruce Willis        | Joseph Gordon-Levitt                         | 29.07.2018           | 30.07.2018         |
| 17  | Alec Baldwin        | Sean Hayes                                   | 15.09.2019           | 16.09.2019         |